# The Tomorrow People
The Tomorrow People est une série télévisée américaine en 22 épisodes de 42 minutes créée par Phil Klemmer et diffusée entre le 9 octobre 2013 et le 5 mai 2014 au Canada. La série est adaptée d'une série britannique du même nom diffusée dans les années 1970 et 1990 sur ITV.
Au Québec, la série est diffusée à partir du 26 août 2014 sur Ztélé, et en France à partir du 20 septembre 2017 sur NT1. Néanmoins, elle reste inédite dans les autres pays francophones.

## Synopsis
Il y a un an, Stephen Jameson était un adolescent « normal » jusqu'à ce qu'il commence à entendre des voix et se téléporter dans son sommeil, sans jamais savoir où il pourrait se réveiller. Maintenant, les questions de Stephen sont allées bien au-delà de la crise d’adolescence habituelle et il commence à s'interroger sur sa santé mentale.
Un jour, Stephen rencontre John, Cara et Russell, des personnes d’une race génétiquement avancée avec des capacités de télékinésie, de téléportation et de télépathie. Il décide de les rejoindre, mais ils sont rapidement pourchassés par un groupe de paramilitaires et scientifiques appelés Ultra. Dirigés par le Dr Jedikiah Price, les Ultra voient les Tomorrow People comme une véritable menace existentielle, et le groupe a été contraint de se cacher dans une station de métro abandonnée.
Stephen finit par apprendre que son père Roger possédait les mêmes capacités et qu'elles l'ont poussé à quitter sa famille. Pour le retrouver, Stephen décide de travailler chez Ultra tout en rendant des comptes à ses nouveaux amis, devenant ainsi une sorte d'agent double.

## Distribution

### Acteurs principaux
- Robbie Amell (VF : Anatole de Bodinat) : Stephen Jameson
- Peyton List (VF : Stéphanie Hédin) : Cara Coburn
- Luke Mitchell (VF : Axel Kiener) : John Young
- Aaron Yoo (VF : Alexandre Nguyen) : Russell Kwon
- Mark Pellegrino (VF : Éric Aubrahn) : Dr Jedikiah Price
- Madeleine Mantock (VF : Olivia Luccioni) : Astrid Finch

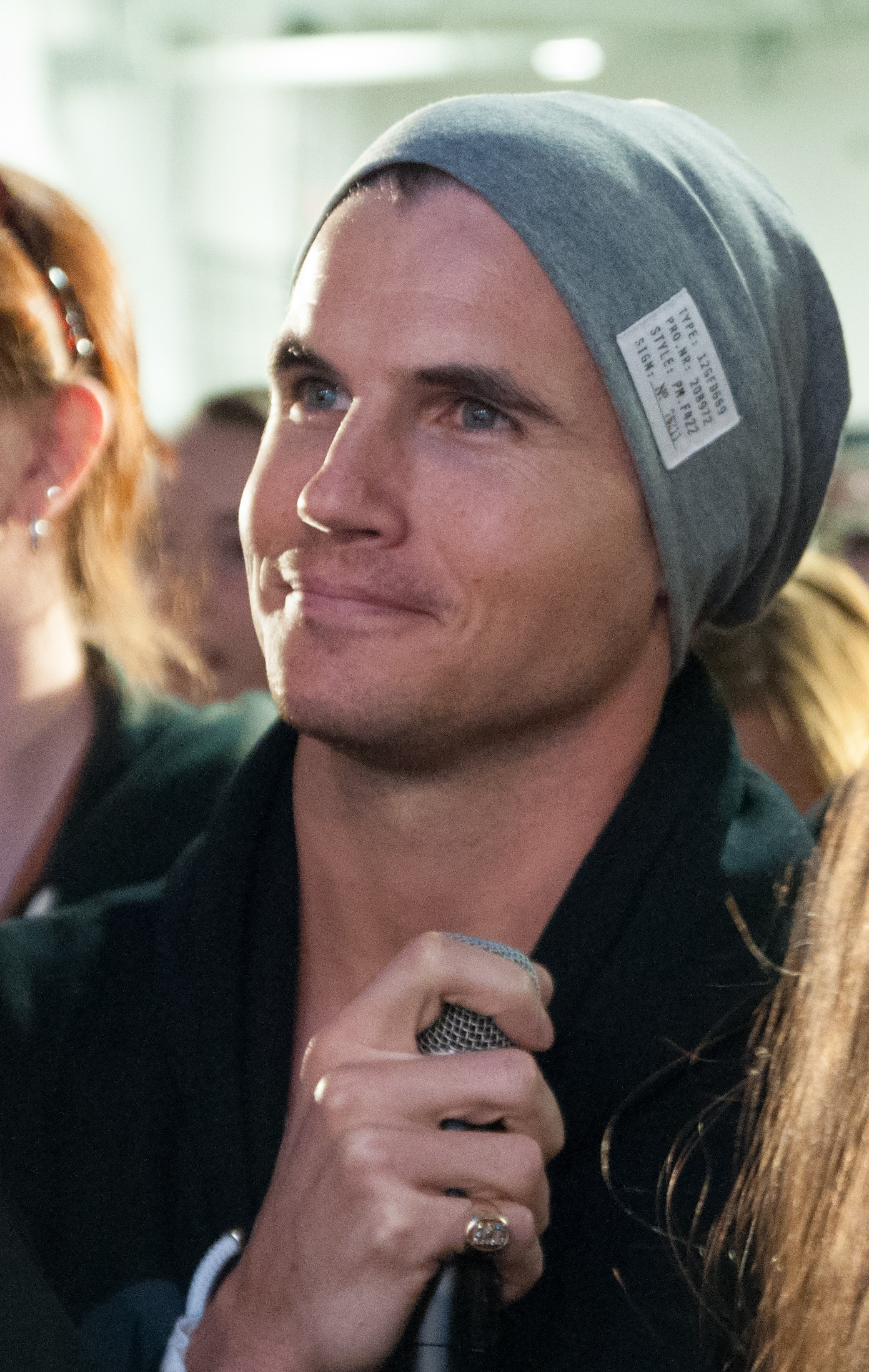
Robbie Amell interprète Stephen Jameson.
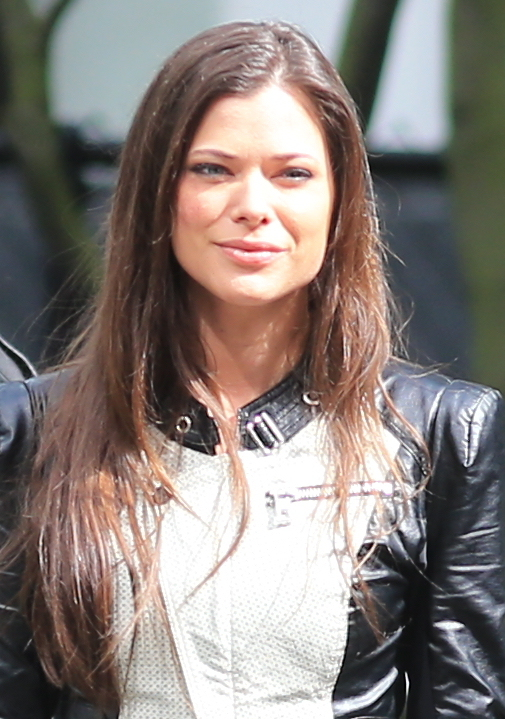
Peyton List interprète Cara Coburn.
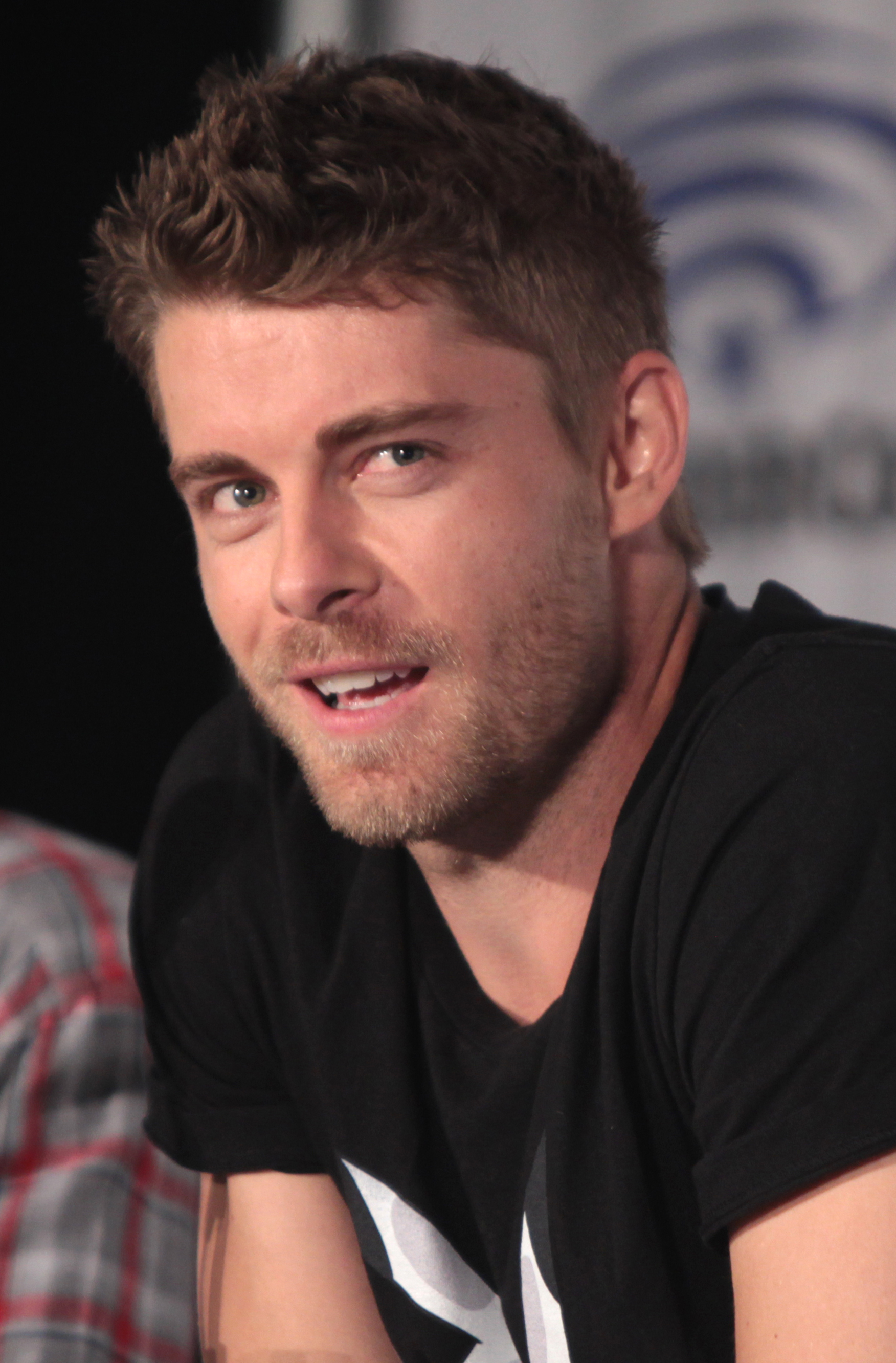
Luke Mitchell interprète John Young.
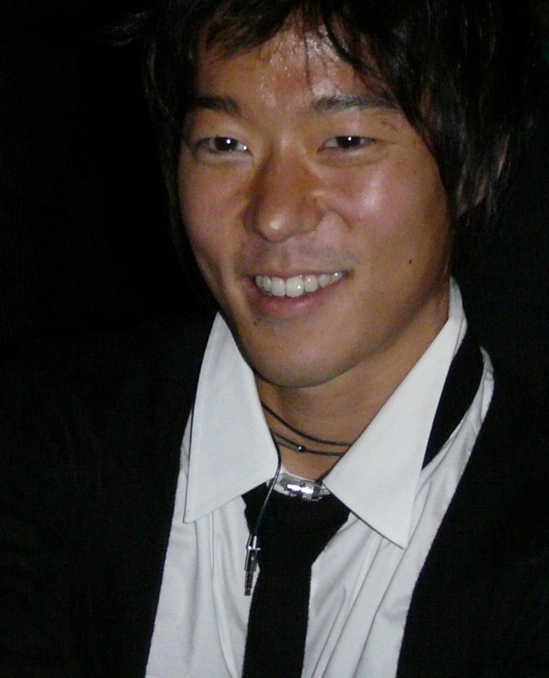
Aaron Yoo interprète Russell Kwon.
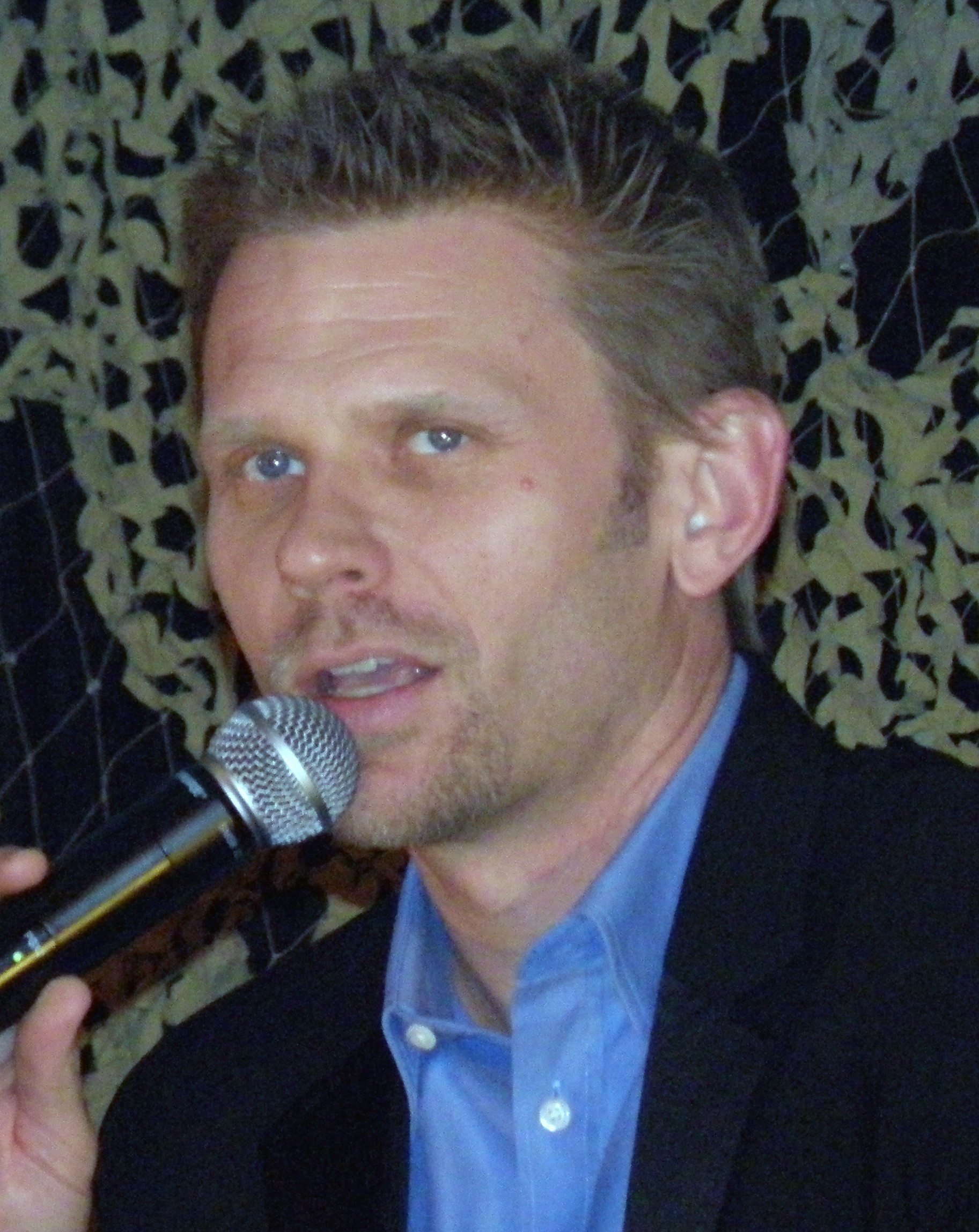
Mark Pellegrino interprète Dr Jedikiah Price.

### Acteurs récurrents
- Sarah Clarke (VF : Rafaèle Moutier) : Marla Jameson
- Jacob Kogan (VF : Brice Ournac) : Luca Jameson
- Laura Slade Wiggins : Irene Quinn
- Jeffrey Pierce (VF : Pierre Tissot) : Roger Price / Jack Jameson
- Dan Stevens (VF : Éric Legrand) : voix de TIM
- Carly Pope (VF : Hélène Bizot) : Morgane Burke
- Alexa Vega (VF : Marie Tirmont) : Hillary Cole
- Meta Golding (VF : Géraldine Asselin) : Darcy Nichols
- Leven Rambin (VF : Marie-Eugénie Maréchal) : Natalie
- Madeleine Arthur (VF : Adeline Chetail) : Charlotte Taylor
- Simon Merrells (en) (VF : Frédéric van den Driessche) : Hugh Bathory, le fondateur

### Invités
- Andrew Stewart-Jones (en) : Damian (épisode 1)
- Nick Eversman (VF : Taric Mehani) : Kurt Rundle (épisodes 2 et 5)
- Carter MacIntyre (en) : Vaughn (épisode 2)
- Al Sapienza : Dennis Coburn, le père de Cara (épisode 3)
- Burkely Duffield : Tyler Miller (épisode 3)
- Cali Fredrichs : Emily Hightower (épisode 3)
- Jason Dohring (VF : Ludovic Baugin) : Killian McCrane (épisode 4)
- Aeriél Miranda : Piper Nichols (épisode 6)
- Ben Hollingsworth (VF : Pascal Nowak) : Troy (épisodes 8 et 10)
- Nicholas Young (en) (VF : Guy Chapellier) : Aldus Crick (épisodes 8 et 9)
- Shamier Anderson (VF : Daniel Lobé) : Mike (épisode 10)
- Ty Olsson : Errol (épisode 10)
- Robert Gant (VF : Jérôme Keen) : Peter MacKenzie (épisodes 10 et 12)
- Elizabeth Hurley (VF : Armelle Gallaud) : voix de ALICE (épisodes 10 et 20)
- James Mackay : Julian Masters (épisodes 11 et 15)
- Serinda Swan (VF : Laëtitia Lefebvre) : Cassandra Smythe (épisodes 13 et 17)
- James Landry Hébert (VF : Emmanuel Curtil) : Nathan / Cyrus (épisode 14)
- Melissa Roxburgh : Talia (épisode 16)
- Elise Gatien (VF : Anne Tilloy) : Sophie Coburn, la sœur de Cara (épisode 17)
- Michael Hogan (VF : Michel Voletti) : le sénateur Kelsey (épisodes 21 et 22)
Version française
  - Société de doublage : Dubbing Brothers[4],[5]
  - Direction artistique : Marie-Christine Chevalier[5]

 Source et légende : version française (VF) sur RS Doublage et Doublage Séries Database

## Production

### Développement
Le 13 novembre 2012, Greg Berlanti et Julie Plec adaptent une série des années 1970 et présentent le projet à la chaîne.
Le 28 janvier 2013, la chaîne commande un pilote.
Le 9 mai 2013, une semaine avant ses upfront, la CW annonce qu'elle commande la série. Elle annonce lors des Upfronts qu'elle sera diffusée le mercredi soir à 21 h, à la suite d’Arrow.
Le 10 octobre 2013, The CW passe une commande de trois scripts supplémentaires, puis un mois plus tard commande une saison complète de vingt-deux épisodes.
Le 12 décembre 2013, The CW annonce le déplacement de la série dans la case du lundi à 21 h à partir du 17 mars 2014.
Le 8 mai 2014, la série est officiellement annulée.

### Casting
Les rôles ont été attribués à partir de février 2013, dans cet ordre : Peyton List, Luke Mitchell, Robbie Amell, Mark Pellegrino, Madeleine Mantock et Aaron Yoo.
Parmi les rôles récurrents et invités : Jason Dohring, Al Sapienza, Meta Golding, Dan Stevens, Simon Merrells, Carly Pope, Nicholas Young, Robert Gant, James Landry Hébert, Serinda Swan et Leven Rambin.

### Tournage
Le tournage du pilote s'est déroulé dans le JC Studios de Brooklyn, à New York aux États-Unis.
Le tournage des épisodes suivants a lieu à Vancouver, en Colombie-Britannique, au Canada.

### Fiche technique
- Titre original : The Tomorrow People
- Création : Phil Klemmer
- Réalisation : Danny Cannon[32], Nick Copus
- Scénario : Roger Damon Price, Greg Berlanti, Phil Klemmer, Julie Plec, Leigh Dana Jackson, Alex Katsnelson, Micah Schraft, Jeff Rake, Nicholas Wootton, Grainne Godfree, Ray Utarnachitt, Pam Veasey
- Direction artistique : Doug Kraner, Tyler Bishop Harron et Laura Ballinger
- Décors : Ide Foyle et Amanda Carroll
- Costumes : Cynthia Ann Summers et Wallace G. Lane Jr.
- Photographie : Dermott Downs et David Moxness
- Montage : Tirsa Hackshaw, Mark C. Baldwin et Anthony Miller
- Musique : David E. Russo
- Casting : David Rapaport, Heike Brandstatter, Coreen Mayrs et Lyndsey Baldasare
- Production : Peter Schindler ; Jennifer Lence et Carl Ogawa (coproduction) ; Joanie L. Woehler et Annabelle K. Frost (associé) ; Pam Veasey et Nicholas Wootton (consultant) ; Thom Beers, Greg Berlanti, Danny Cannon, Craig Cegielski, Phil Klemmer, Julie Plec, Melissa Kellner Berman et Jeff Rake (exécutif)
- Sociétés de production : Berlanti Television, Warner Bros. Television, CBS Television Studios et Fremantle Media North America
- Sociétés de distribution : The CW (États-Unis) ; Channel 4 Television (Royaume-Uni)
- Pays d'origine :  États-Unis
- Langue originale : anglais
- Format : couleur - 1,78:1 - son Dolby Digital
- Genre : Dramatique, science-fiction
- Durée : 42 minutes

 Sauf indication contraire, les informations mentionnées dans cette section peuvent être confirmées par la base de données cinématographiques IMDb,  présente dans la section « Liens externes ».

### Diffusion internationale
- En version originale
  -  États-Unis : 9 octobre 2013 sur The CW ;
  -  Canada :
    - 9 octobre 2013 sur CTV ;
    - 17 mars 2014 sur CTV Two ;
- En version française
- Québec : depuis le 26 août 2014 sur Ztélé[2]
- France : depuis le 20 septembre 2017 sur NT1[3]

## Épisodes
Les titres en français proviennent du site ZTélé, premier diffuseur francophone de la série.
1. La Révélation (Pilot)
2. Fusions mentales (In Too Deep)
3. Preuves d'humanité (Girl, Interrupted)
4. Tuer ou être tué (Kill or Be Killed)
5. Sortie de route (All Tomorrow's Parties)
6. La Leçon de piano (Sorry for Your Loss)
7. Les Limbes (Limbo)
8. Thanatos (Thanatos)
9. Le Grand Saut (Death's Door)
10. La Citadelle (The Citadel)
11. Dangereux Justicier (Rumble)
12. La Loi du silence (Sitting Ducks)
13. Échange à haut risque (Things Fall Apart)
14. Duo mortel (Brother's Keeper)
15. La Bombe humaine (Enemy of My Enemy)
16. La Vengeresse rouge (Superhero)
17. Cible manquée (Endgame)
18. Nouvelle Ére (Smoke and Mirrors)
19. Le Retour (Modus Vivendi)
20. Le Projet final (A Sort of Homecoming)
21. Chantage et Trahison (Kill Switch)
22. Ultime confrontation (Son of Man)

## Accueil

### Audiences

#### Aux États-Unis
Le pilote a attiré 2,32 millions de téléspectateurs aux États-Unis ainsi que 1,35 million de téléspectateurs au Canada. Les épisodes suivants se tiennent au-dessus de 1,5 million de téléspectateurs aux États-Unis.[réf. nécessaire]
À la suite de son déplacement dans la case horaire du lundi, les audiences ont baissé, passant occasionnellement sous la barre du million.